# Усовершенствованная установка для измерения реактивности II
Усовершенствованная установка для измерения реактивности II (англ. Advanced Reactivity Measurement Facility II, ARMF-II) — исследовательский реактор, который располагался в Аргоннской национальной лаборатории в высокогорной пустыне между Айдахо-Фолс и Арко на юго-востоке штата Айдахо, США.

## История
Установка — это реактор, расположенный в небольшом бассейне в испытательной зоне здания к востоку от реактора для тестирования материалов (Materials Testing Reactor, MTR). Использовалась для определения ядерных характеристик реакторного топлива и других материалов, подлежащих испытаниям. Вместе с MTR реактор помог повысить производительность, надежность и качество компонентов активной зоны реактора. У установки была система «считывания», чтобы операторы могли быстро обрабатывать данные на электронных компьютерах. Разработчики установки воспользовались предыдущим опытом работы с ARMF-I.

## Назначение
Установки ARMF-I и ARMF-II, были почти идентичными критически важными устройствами и использовались почти исключительно для измерения физических параметров реактора — сечения реакторного спектра и резонансных интегральных сечений. Они были разработаны, чтобы обеспечивать большие статистические веса для топлива и ингибиторов, быть достаточно механически стабильными для воспроизводимости измерений реактивности, и иметь способные измерять очень малые реактивности чувствительные приборы.
Установка начала работу 10 октября 1960 года и продолжала функционировать до 2000 года.

## Устройство
Разница между установкой и ее предшественником ARMF-I заключалась в наличие системы «считывания», которая автоматически записывала измерения на карты данных IBM. Это усовершенствование означало, что операторы могли быстро обрабатывать данные на компьютерах. Обе установки ARMF-I и ARMF-II размещались в здании из шлакоблоков размером 40 на 60 футов, расположенном к востоку от туннеля канала MTR. 

## Расположение
Здание было спроектировано по первоначальной концепции для двух реакторов. Обе установки представляли собой реакторы бассейнового типа с активными зонами с легководным замедлителем, состоящими из пластинчатых твэлов, содержащих высокообогащенный уран U-235 в консистенции 93%. Объекты располагались на Национальной реакторной испытательной станции рядом с MTR. Расположение позволяло проводить измерения короткоживущих продуктов деления и трансмутированных изотопов. Используя капсульную «переносную трубку», соединяющую каналы MTR и ARMF, капсулу можно было перенести из гидравлического кролика MTR в установку и подготовить к измерениям реактивности за 15 минут.